# Sultaca Baja
Sultaca Baja ist eine Ortschaft im Departamento Chuquisaca im südamerikanischen Anden-Staat Bolivien.

## Lage im Nahraum
Sultaca Baja ist sechstgrößter Ort des Kanton Incahuasi im Municipio Incahuasi in der Provinz Nor Cinti und liegt auf einer Höhe von 2946 m in unmittelbarer Nähe des Beckens von Culpina, einem abflusslosen Becken mit dem Salzsee Salar de Culpina im südwestlichen Teil. Sultaca Baja liegt am rechten Ufer des Río Inca Huasi, der sich östlich der Streusiedlung Sultaca Baja aus dem Río Villa Charcas und dem Río Terrado bildet. Südlich von Sultaca Baja mündet der Río Inca Huasi nach 37 km in den Río Pilaya, einen rechten Nebenfluss des Río Pilcomayo.

## Geographie
Sultaca liegt in der Bergregion der Cordillera de Tajsara o Tarachaca im semi-ariden Übergangsgebiet zwischen den semi-humiden Bergwäldern der östlichen Gebirgsketten Boliviens und dem ariden Altiplano.
Die jährlichen Niederschläge schwanken zwischen 350 und 550 mm und treten vor allem in den Monaten von November bis März auf; die Wintermonate Mai bis August sind weitgehend niederschlagsfrei (siehe Klimadiagramm Culpina). Die Monatsdurchschnittstemperaturen liegen in dem Becken zwischen knapp 20 °C im Dezember und 5 bis 8 °C im Juni/Juli.

## Verkehrsnetz
Sultaca Baja liegt in einer Entfernung von 437 Straßenkilometern südlich von Sucre, der Hauptstadt des Departamentos.
Von Sucre aus führt die asphaltierte Nationalstraße Ruta 5 in südwestlicher Richtung nach Potosí, der Hauptstadt des im Westen angrenzenden Departamentos. Von hier aus führt nach Süden die Ruta 1, die auf den ersten 37 Kilometer bis Cuchu Ingenio noch asphaltiert ist. Nach weiteren 146 Kilometern erreicht die Ruta 1 die Stadt Camargo. Noch einmal 19 Kilometer südlich von Camargo zweigt eine unbefestigte Landstraße in östlicher Richtung ab, überquert den Río Camblaya und überwindet auf den folgenden 47 Kilometern bis Culpina einen Höhenunterschied von 600 m. Östlich von Culpina zweigt dann eine Straße nach Nordosten ab, passiert das auf der östlichen Flussseite des Río Inca Huasi liegende Incahuasi und erreicht nach achtzehn Kilometern Sultaca Baja.

## Bevölkerung
Die Einwohnerzahl der Ortschaft ist im vergangenen Jahrzehnt deutlich zurückgegangen:
| Jahr | Einwohner         | Quelle       |
| ---- | ----------------- | ------------ |
| 1992 | keine Detaildaten | Volkszählung |
| 2001 | 807               | Volkszählung |
| 2012 | 505               | Volkszählung |
| 2024 |                   | Volkszählung |